# Nesticus maculatus
Nesticus maculatus är en spindelart som beskrevs av Bryant 1948. Nesticus maculatus ingår i släktet Nesticus och familjen grottspindlar. Inga underarter finns listade i Catalogue of Life.